# Saint Mary’s College of California
Das Saint Mary’s College of California ist eine private Hochschule in Moraga im US-Bundesstaat Kalifornien.

## Geschichte
Das Saint Mary’s College of California wurde 1863 von Erzbischof Joseph Sadoc Alemany y Conill in San Francisco gegründet und von der katholischen Kirche betrieben. Das College wird seit 1868 von den Brüdern der christlichen Schulen (De la Salle Brothers) geleitet. Das Saint Mary’s College of California zog 1928 nach Moraga um.

## Einrichtungen
Das College bietet sowohl Bachelor- und Masterstudiengänge an und zählte 2018 insgesamt weniger als 4000 Studierende in folgenden Einrichtungen:
- School of Liberal Arts
- School of Science
- School of Economics and Business Administration
- Kalmanovitz School of Education

Das Saint Mary’s College ist eine mehrheitlich geisteswissenschaftliche Einrichtung, und die meisten Studenten studieren an der School of Liberal Arts. Das beliebteste Studienfach ist jedoch Betriebswirtschaftslehre. Danach folgen Psychologie, Kommunikationswissenschaften, Bewegungswissenschaft und Rechnungswesen.
Die Sportteams des Saint Mary’s College, die Gaels, sind seit 1952 der West Coast Conference zugeordnet.